# Чжаланьтунь
Чжаланьтунь (кит. упр. 扎兰屯, пиньинь Zhālántún; монг. Залан-айл хот) — городской уезд городского округа Хулун-Буир, который находится на северо-востоке автономного района Внутренняя Монголия (КНР).

## История
Когда в XVII веке было проведено российско-цинское разграничение в верховьях Амура, цинское правительство организовало проживавших в этих местах орочонов, дауров и эвенков в 3 «чжала» и 5 «аба» (по аналогии с маньчжурскими «знамёнами»). В 1691 году в качестве административного центра этих земель был основан населённый пункт Бутха (布特哈). В 1929 году здесь был образован уезд Ялу (雅鲁县) провинции Хэйлунцзян.
В 1931 году началась японская оккупация китайского Северо-Востока, а в 1932 году было создано марионеточное государство Маньчжоу-го. В 1933 году властями Маньчжоу-го уезд Ялу был преобразован в хошун Бутха-Ци (布特哈旗) провинции Восточная Синъань (которая в октябре 1943 года была объединена с рядом других провинций в провинцию Объединённая Синъань).
После Второй мировой войны хошун Бутха-Ци вошёл в состав аймака Навэньмужэнь (纳文慕仁盟), а когда в 1949 году был образован автономный район Внутренняя Монголия — в состав аймака Хуна (呼纳盟).
В 1953 году восток Внутренней Монголии был выделен в особую административную единицу, и аймак был расформирован. В 1954 году от особого статуса восточной части Внутренней Монголии было решено отказаться, а на территориях бывших аймаков Хуна и Хинган был образован аймак Хулун-Буир. В 1969 году хошун Бутха-Ци вместе с аймаком перешёл в состав провинции Хэйлунцзян, в 1979 — вернулся в состав Внутренней Монголии.
В соответствии с постановлением Госсовета КНР от 10 октября 1983 года, с 1 января 1984 года хошун Бутха-Ци был преобразован в городской уезд Чжаланьтунь.

## Административно-территориальное деление
Уезд делится на 7 уличных комитетов, 8 посёлков, 1 волость и 3 национальные волости.